# Поляново (Нижньосілезьке воєводство)
Поляново (пол. Polanowo) — село в Польщі, у гміні Ґура Ґуровського повіту Нижньосілезького воєводства.
Населення — 34 особи (2011).
У 1975—1998 роках село належало до Лешненського воєводства.

## Демографія
Демографічна структура станом на 31 березня 2011 року:
|          | Загалом | Допрацездатний вік | Працездатний вік | Постпрацездатний вік |
| -------- | ------- | ------------------ | ---------------- | -------------------- |
| Чоловіки | 19      | 4                  | 15               | 0                    |
| Жінки    | 15      | 4                  | 9                | 2                    |
| Разом    | 34      | 8                  | 24               | 2                    |